# Liste der brasilianischen Botschafter in Albanien
Die folgende Liste enthält die in Albanien akkreditierten brasilianischen Botschafter.
Die brasilianische Botschaft in Tirana befindet sich in der dritten Etage des Torre Drin in der Rruga Abdi Toptani. Die Botschaft wurde im Jahr 2010 eröffnet, nachdem Albanien im Jahr zuvor eine Botschaft in Brasília eröffnet hatte. Zuvor war der brasilianische Botschafter in Italien mit Amtssitz in Rom auch in Albanien akkreditiert gewesen.
| Ernannt       | Name                                   | Bemerkungen     | Mensagem Senado Federal | im Senat des Nationalkongress vorgestellt am | ernannt von               | akkreditiert bei | Posten verlassen |
| ------------- | -------------------------------------- | --------------- | ----------------------- | -------------------------------------------- | ------------------------- | ---------------- | ---------------- |
| 28. Mai 1992  | Orlando Soares Carbonar                | Amtssitz in Rom | MSF 172 de 1992         |                                              | Itamar Franco             | Sali Berisha     |                  |
| 18. März 1997 | Paulo Cardoso de Oliveira Pires do Rio | Amtssitz in Rom | MSF 47 de 1997          | 28. Feb. 1997                                | Fernando Henrique Cardoso | Rexhep Meidani   |                  |
| 29. Okt. 1997 | Paulo Tarso Flecha de Lima             | Amtssitz in Rom | MSF 159 de 1999         | 19. Okt. 1999                                | Fernando Henrique Cardoso | Rexhep Meidani   |                  |
| 17. Nov. 2005 | Adhemar Gabriel Bahadian               | Amtssitz in Rom | MSF 227 de 2005         | 8. Nov. 2005                                 | Luiz Inácio Lula da Silva | Alfred Moisiu    |                  |
| 11. März 2009 | José Viegas Filho                      | Amtssitz in Rom | MSF 238 de 2008         | 4. März 2009                                 | Luiz Inácio Lula da Silva | Bamir Topi       |                  |
| 15. Juli 2010 | Rudá Gonzales Seferin                  |                 | MSF 125 de 2010         | 6. Juli 2010                                 | Luiz Inácio Lula da Silva | Bamir Topi       |                  |
| 17. Mai 2011  | José Viegas Filho                      |                 | MSF 58 de 2011          | 3. Mai 2011                                  |                           |                  |                  |
|               | …                                      |                 | …                       | …                                            |                           |                  |                  |
| 19. Mai 2022  | João Tabajara de Oliveira Júnior       |                 | MSF 89 de 2021          | 11. Mai 2022                                 |                           |                  |                  |